# 乔治·罗思
乔治·罗思（英語：George Roth，1911年4月25日—1997年10月31日），生于加利福尼亚州洛杉矶，美国男子竞技体操运动员。他曾代表美国获得1932年夏季奥运会体操比赛男子瓶状棒操金牌。